# (9472) Bruges
(9472) Bruges (1998 OD14) – planetoida z grupy pasa głównego asteroid okrążająca Słońce w ciągu 5,34 lat w średniej odległości 3,05 j.a. Odkryta 26 lipca 1998 roku.